# Egil Søby
Egil Vike Søby (* 25. November 1945 in Tønsberg) ist ein ehemaliger norwegischer Kanute und Olympiasieger.

## Karriere
Egil Søby nahm bei seinem Olympiadebüt 1968 in Mexiko-Stadt im Vierer-Kajak teil und erreichte gemeinsam mit Steinar Amundsen, Tore Berger und Jan Johansen auf der 1000-Meter-Strecke jeweils als Zweite ihres Vorlaufs und Gewinner ihres Halbfinallaufs das Finale. Dieses schlossen sie mit einer Rennzeit von 3:14,38 Minuten vor dem Team aus Rumänien und dem ungarischen Vierer auf dem ersten Platz ab und wurden damit Olympiasieger. Bei den Olympischen Spielen 1972 in München gehörte Søby erneut zum norwegischen Aufgebot im Vierer-Kajak, dessen Besetzung im Vergleich zum Olympiasieg 1968 insgesamt unverändert blieb. Diesmal gelang den Norwegern sowohl im Vorlauf als auch im Halbfinale ein Sieg, im Endlauf mussten sie sich jedoch nach 3:15,27 Minuten dem sowjetischen und dem rumänischen Vierer geschlagen geben, womit sie die Bronzemedaille gewannen.
Weitere Erfolge erzielte Søby auf der 10.000-Meter-Distanz. Bei den Weltmeisterschaften 1966 in Berlin und 1971 in Belgrad belegte er im Zweier-Kajak mit Jan Johansen jeweils den zweiten Platz, während er dazwischen 1970 in Kopenhagen mit Johansen, Tore Berger und Steinar Amundsen im Vierer-Kajak Weltmeister wurde. Darüber hinaus sicherte er sich bei den Europameisterschaften 1967 in Duisburg im Einer-Kajak Bronze sowie 1969 in Moskau im Zweier-Kajak Silber. Mit dem Vierer-Kajak gelang ihm in Moskau zudem der Titelgewinn.
Søby wurde zusammen mit Berger, Amundsen und Johansen für ihren Olympiasieg 1968 mit dem Fearnleys olympiske ærespris ausgezeichnet.